# Istorie militară

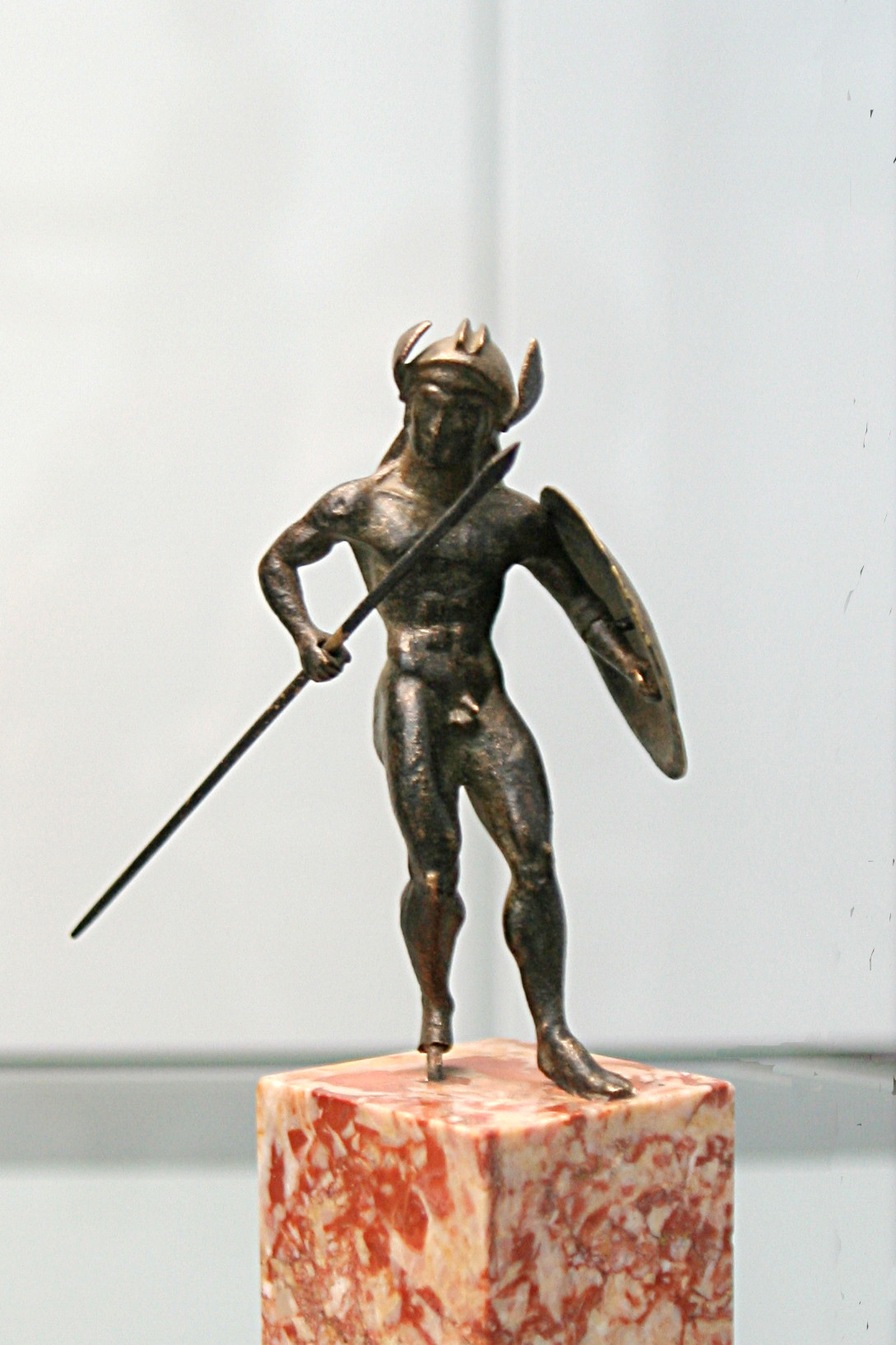
Infanteria a fost prima forță militară din istorie. Această statuetă războinică demonstrează că cultura militară a fost o parte importantă a societăților istorice, c.480 î.Hr., Staatliche Antikensammlungen.

Istoria militară este o disciplină umanistă în cadrul înregistrării istorice generale a conflictelor armate din istoria umanității și a impactului acesteia asupra societăților, culturilor și economiilor acestora, precum și a modificărilor rezultate ale relațiilor locale și internaționale.
Istoricii profesioniști se concentrează în mod normal pe afacerile militare care au avut un impact major asupra societăților implicate, precum și asupra consecințelor conflictelor, în timp ce istoricii amatori și pasionații se interesează adesea mai mult de detaliile bătăliilor, echipamentelor și uniformelor utilizate.
Subiectele esențiale ale studiului istoriei militare sunt cauzele războiului, fundamentele sociale și culturale, doctrina militară de fiecare parte, logistica, conducerea, tehnologia, strategia și tactica folosite și modul în care acestea s-au schimbat în timp. Pe de altă parte, Teoria Războiului Drept explorează dimensiunile morale ale războiului și, pentru a limita mai bine realitatea distructivă cauzată de război, caută să stabilească o doctrină a eticii militare.
Ca domeniu aplicat, istoria militară a fost studiată în academii și școli de serviciu, deoarece comanda militară încearcă să nu repete greșelile din trecut și să îmbunătățească performanțele sale actuale prin instilarea unei abilități în comandanți de a percepe paralele istorice în timpul unei bătălii, astfel încât să valorifice pe lecțiile învățate din trecut. Atunci când certifică instructorii de istorie militară, Institutul de Studii de Luptă subliniază memorarea detaliilor și se concentrează pe teme și context în raport cu conflictele actuale și viitoare, folosind deviza „Trecutul este un prolog”.
Disciplina istoriei militare este dinamică, schimbându-se odată cu dezvoltarea la fel de mult a subiectului ca societățile și organizațiile care îl folosesc.Natura dinamică a disciplinei istoriei militare este în mare parte legată de rapiditatea schimbării forțelor militare, de arta și știința gestionării acestora, precum și de ritmul frenetic al dezvoltării tehnologice care a avut loc în perioada cunoscută sub numele de Revoluția Industrială și, mai recent, în era nucleară și informațională. Un concept recent important este Revoluția în afaceri militare (RMA), care încearcă să explice modul în care războiul a fost modelat de tehnologiile emergente, cum ar fi praful de pușcă. Acesta evidențiază scurte izbucniri de schimbări rapide urmate de perioade de relativă stabilitate.